# Josef Vašíček
Josef Vašíček (ur. 12 września 1980 w Havlíčkovym Brodzie, zm. 7 września 2011 w Jarosławiu) – czeski hokeista, reprezentant Czech olimpijczyk.

## Życiorys
- BK Havlíčkův Brod U18 (1995–1996)
- Slavia Praga U18 (1996–1997)
- Slavia Praga U20 (1997–1998)
- Sault Ste. Marie Greyhounds (1998–2000)
- Carolina Hurricanes (2000–2004)
  -  Cincinnati Cyclones (2000–2001)
- Slavia Praga (2004–2005)
- Carolina Hurricanes (2005–2006)
- Nashville Predators (2006–2007)
- Carolina Hurricanes (2006–2007)
- New York Islanders (2007–2008)
- Łokomotiw Jarosław (2008–2011)

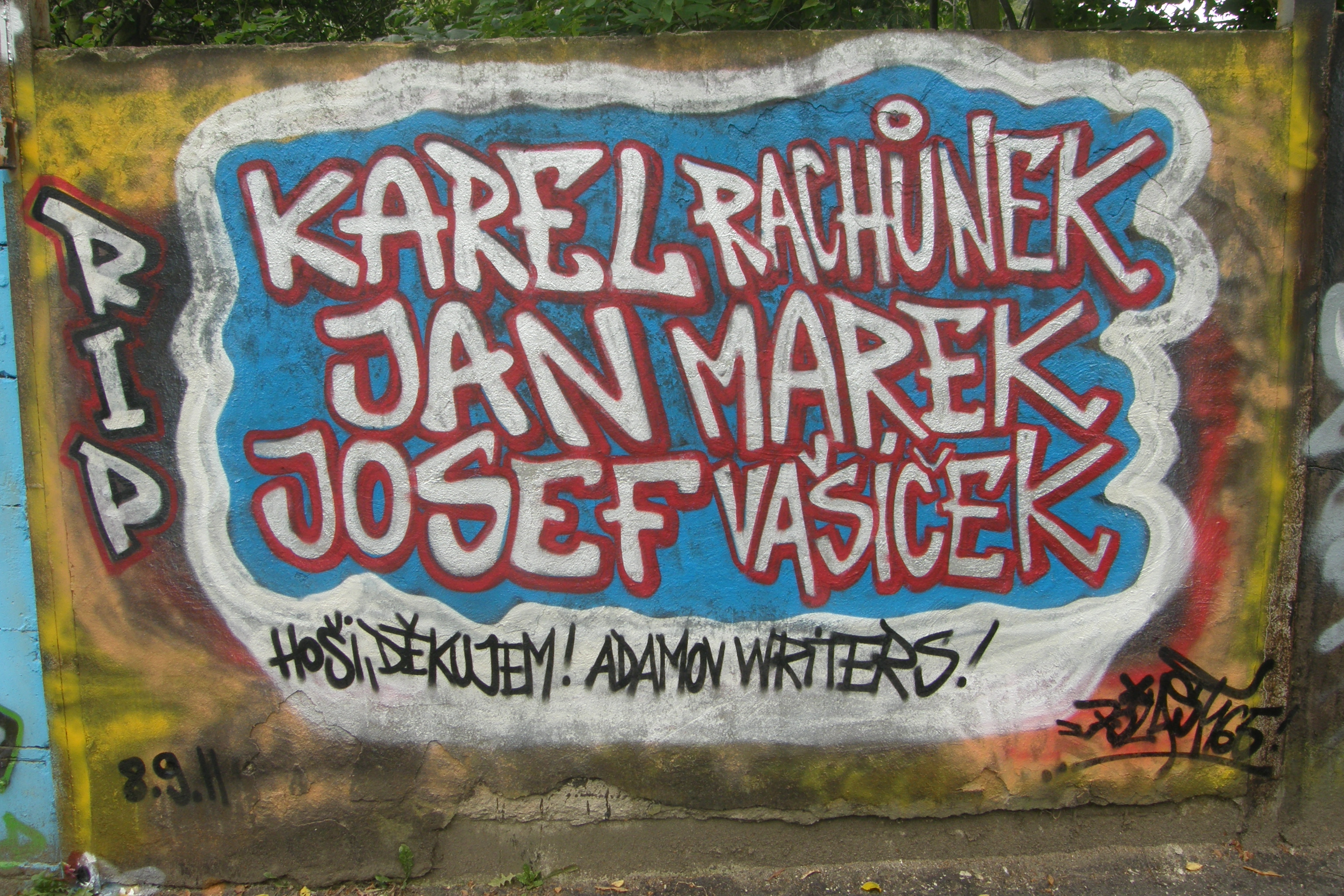
Graffiti w Adamovie w Czechach poświęcone Vašíčkowi oraz dwóm innym czeskim hokeistom - ofiarom katastrofy lotniczej w 2011, Janowi Markowi i Karelowi Rachůnkowi

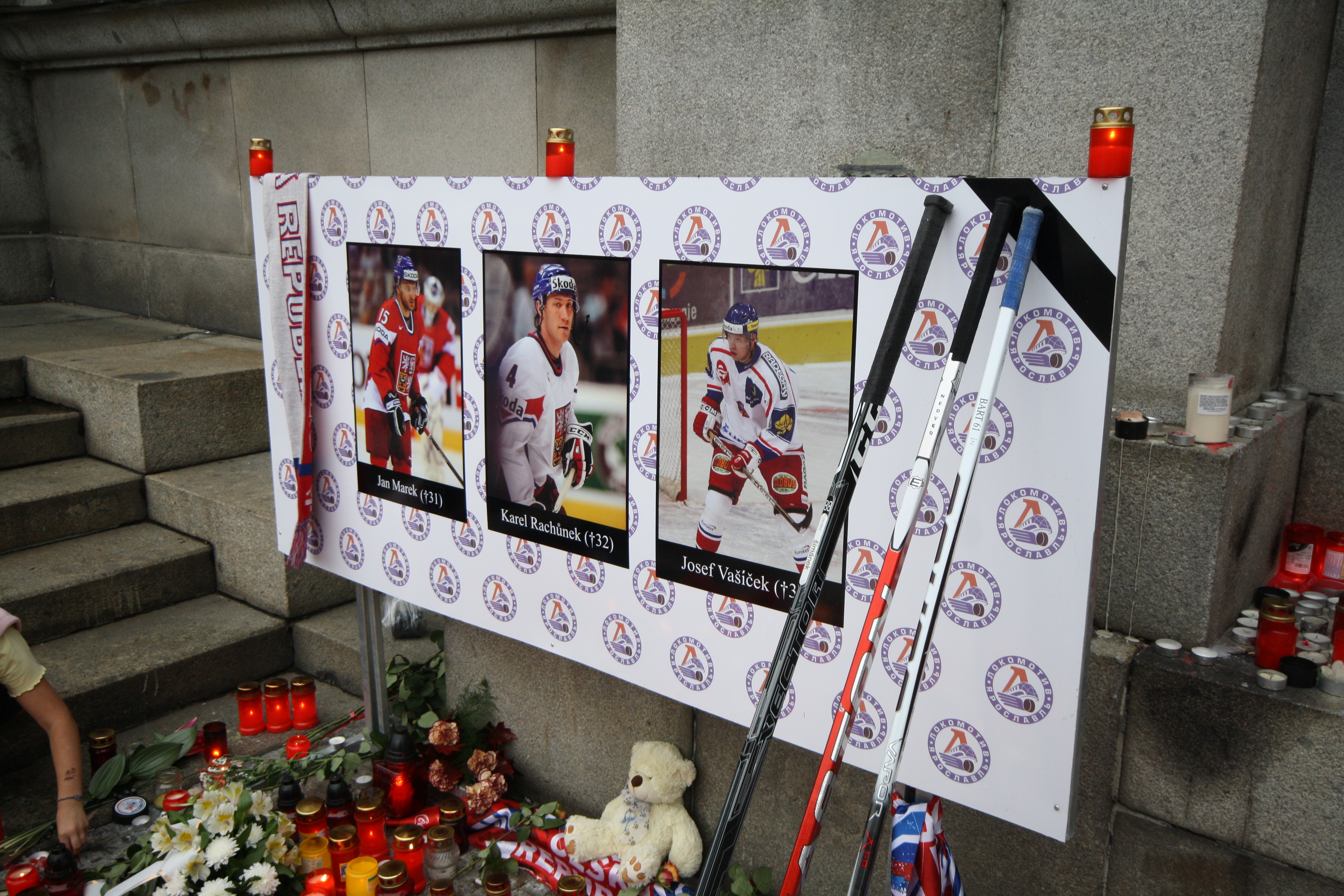
Plansza w Libercu upamiętniająca trzech czeskich hokeistów, ofiary katastrofy lotniczej w 2011

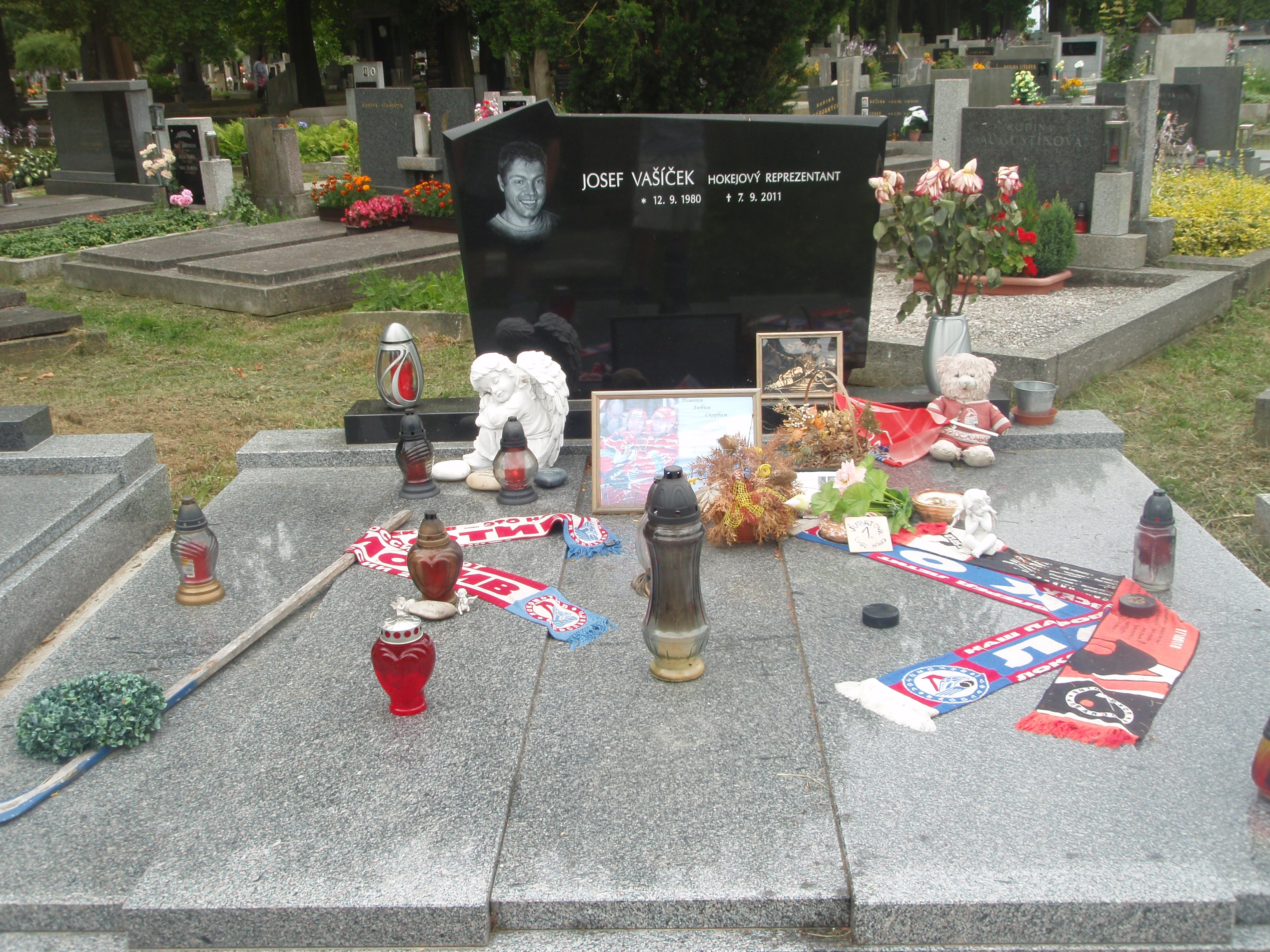
Grób Josefa Vašíčka

Josef Vašíček został wybrany w drafcie w 1998 roku przez zespół Carolina Hurricanes. Debiut na lodowiskach NHL zaliczył dwa lata później, będąc od tego czasu podstawowym zawodnikiem drużyny z Caroliny. W trakcie trwania lokautu w sezonie 2004/2005, Vašíček wrócił do Czech, rozgrywając sezon w drużynie Slavii Praga. W 2005 roku powrócił na lodowiska NHL, ponownie broniąc barw zespołu Carolina Hurricanes. W przeciągu następnych trzech lat bronił również barw ekip Nashville Predators i New York Islanders. W 2008 roku Josef Vašíček przeszedł do Łokomotiwu Jarosław, grającego w KHL.
Wraz z reprezentacją Czech uczestniczył w turniejach mistrzostw świata w 2003, 2005, 2009, Pucharu Świata 2004 oraz na zimowych igrzyskach olimpijskich 2010.
W trakcie kariery określany pseudonimami Pepa (w Czechach), Nasziczek i ZabiWasziczek (w Rosji).
Przed sezonem 2011/2012 pełnił funkcję asystenta kapitana drużyny Łokomotiwu. Zginął 7 września 2011 w katastrofie samolotu pasażerskiego Jak-42D w pobliżu Jarosławia. Wraz z drużyną leciał do Mińska na inauguracyjny mecz ligi KHL sezonu 2011/12 z Dynama Mińsk. Został pochowany 15 września 2011 w rodzinnej miejscowości Havlíčkův Brod. Tamże postawiono pomnik jego pamięci w formie postumentu zwieńczonego rzeźbą pary łyżew.
Po jego śmierci czeska federacja zastrzegła na zawsze dla reprezentantów seniorskiej kadry Czech numer 63, z jakim występował na koszulce (zastrzeżono także numery, z którymi występowali dwaj inni czescy hokeiści - ofiary katastrofy: Karel Rachůnek i Jan Marek).
Był spowinowacony z austriackim hokeistą, Thomasem Vankiem, którego brat ożenił się z siostrą Vašíčka. Jego partnerką była Michaela Jajtnerová.
Po zakończenia sezonu KHL (2011/2012) pozostawał nadal na pierwszej pozycji w łącznej klasyfikacji punktowej zawodników w fazie play-off rozgrywek. Jego osiągnięcie jest o tyle godne uwagi, że w lidze rozegrał tylko trzy sezony na cztery wszystkie do tego czasu istnienia ligi KHL. Wynik Vašíčka to 50 punktów (za 18 goli i 32 asysty) w 54 meczach play-off.

## Sukcesy
Reprezentacyjne
- Złoty medal mistrzostw świata juniorów do lat 20: 2000
- Złoty medal mistrzostw świata: 2005

Klubowe
- Mistrzostwo konferencji NHL: 2002, 2006 z Carolina Hurricanes
- Mistrzostwo dywizji NHL: 2002, 2006 z Carolina Hurricanes
- Puchar Stanleya: 2006 z Carolina Hurricanes
- Srebrny medal mistrzostw Rosji: 2009 z Łokomotiwem Jarosław
- Brązowy medal mistrzostw Rosji: 2011 z Łokomotiwem Jarosław

Indywidualne
- KHL (2008/2009):
  - Piąte miejsce w klasyfikacji asystentów w fazie play-off: 10 asyst
  - Drugie miejsce w klasyfikacji zwycięskich goli ww fazie play-off: 3 gole
- KHL (2009/2010):
  - Mecz Gwiazd KHL
  - Pierwsze miejsce w klasyfikacji +/- w fazie play-off: +15
- KHL (2010/2011):
  - Mecz Gwiazd KHL
  - Czwarte miejsce w klasyfikacji strzelców zwycięskich goli w sezonie zasadniczym: 6 goli
  - Drugie miejsce w klasyfikacji asystentów w fazie play-off: 15 asyst
  - Pierwsze miejsce w klasyfikacji kanadyjskiej w fazie play-off: 22 punkty

Wyróżnienie
- Galeria Sławy czeskiego hokeja na lodzie: 2011 (pośmiertnie)
- W 2013 portal rosyjski championat.com uznał go najlepszym czeskim zawodnikiem w dotychczasowej historii ligi KHL[8].